# DeSoto Records
La DeSoto Records è un'etichetta discografica statunitense con base a Washington, D.C. Fondata nel 1989, è stata creata da Bill Barbot e Kim Coletta, entrambi membri del gruppo Jawbox. Fu in origine creata dai membri del gruppo musicale Edsel per pubblicare il loro primo singolo, "My Manacles". In seguito Jawbox usò il nome DeSoto per il loro primo EP. Ha pubblicato oltre 40 dischi, singoli di 7", numerosi CD, e dischi in vinile di molti LP. È distribuita dalla Fontana Distribution.

## Discografia
- The Dismemberment Plan - ! (1995)
- The Dismemberment Plan - The Dismemberment Plan Is Terrified (1997)
- Burning Airlines - Mission: Control! (1999)
- Juno - This Is the Way It Goes and Goes and Goes (1999)
- The Dismemberment Plan - Emergency & I (1999)
- Burning Airlines - Identikit (2001)
- The Dismemberment Plan - Change (2001)
- Juno - A Future Lived in Past Tense (2001)
- Shiner - The Egg (2001)
- The Dismemberment Plan - A People's History of the Dismemberment Plan (2003)
- Maritime - Glass Floor (2004)
- Doris Henson - Give Me All Your Money (2005)
- The Life and Times - Suburban Hymns (2005)
- Jawbox - For Your Own Special Sweetheart (2006, reissue of 1994 album)
- Jawbox - Jawbox (2006, ristampo dell'album omonimo del 1996)